# Coryphista meadii
Coryphista meadii là một loài bướm đêm trong họ Geometridae.